# Cricotopus myriophylli
Cricotopus myriophylli är en tvåvingeart som beskrevs av Oliver 1984. Cricotopus myriophylli ingår i släktet Cricotopus och familjen fjädermyggor. Inga underarter finns listade i Catalogue of Life.